# Pinza DeBakey

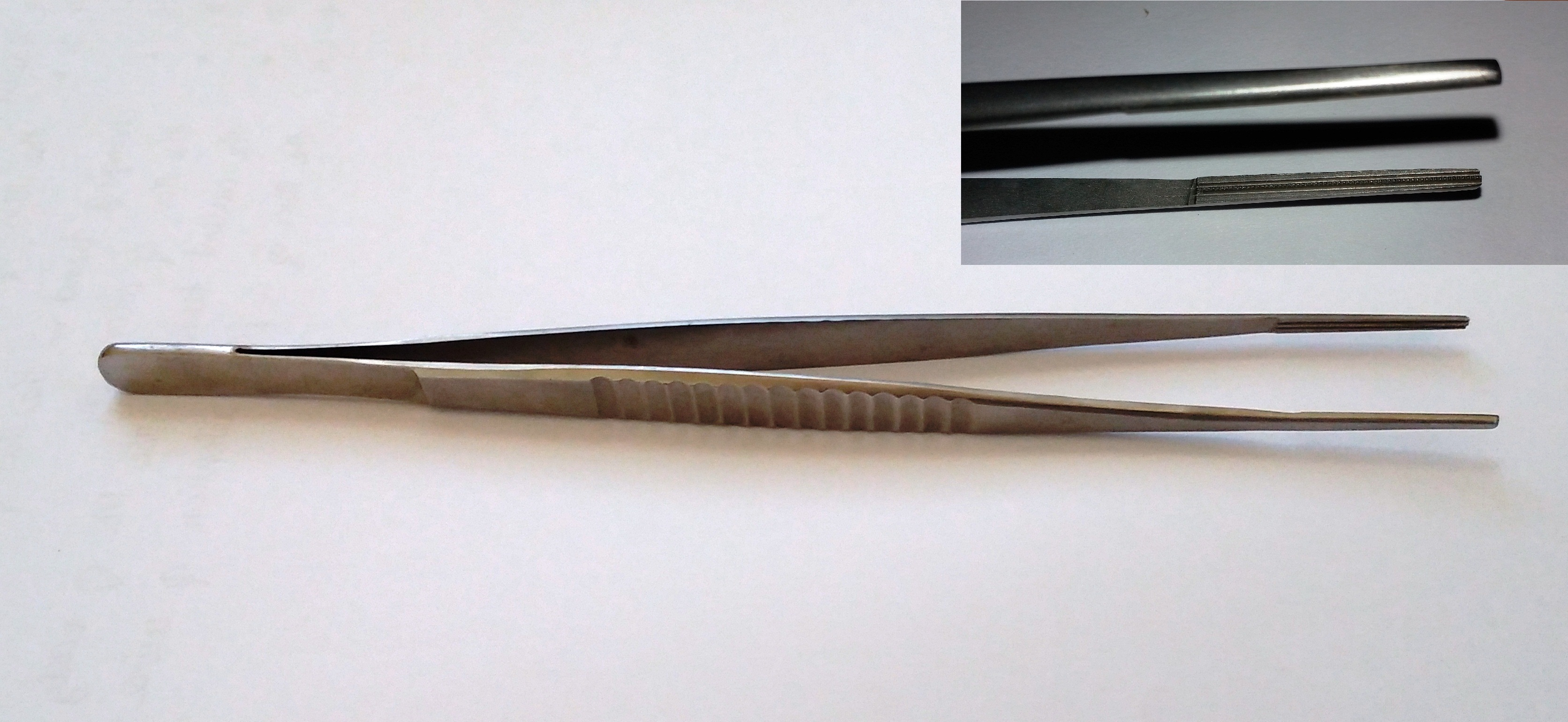
Pinza Debakey.

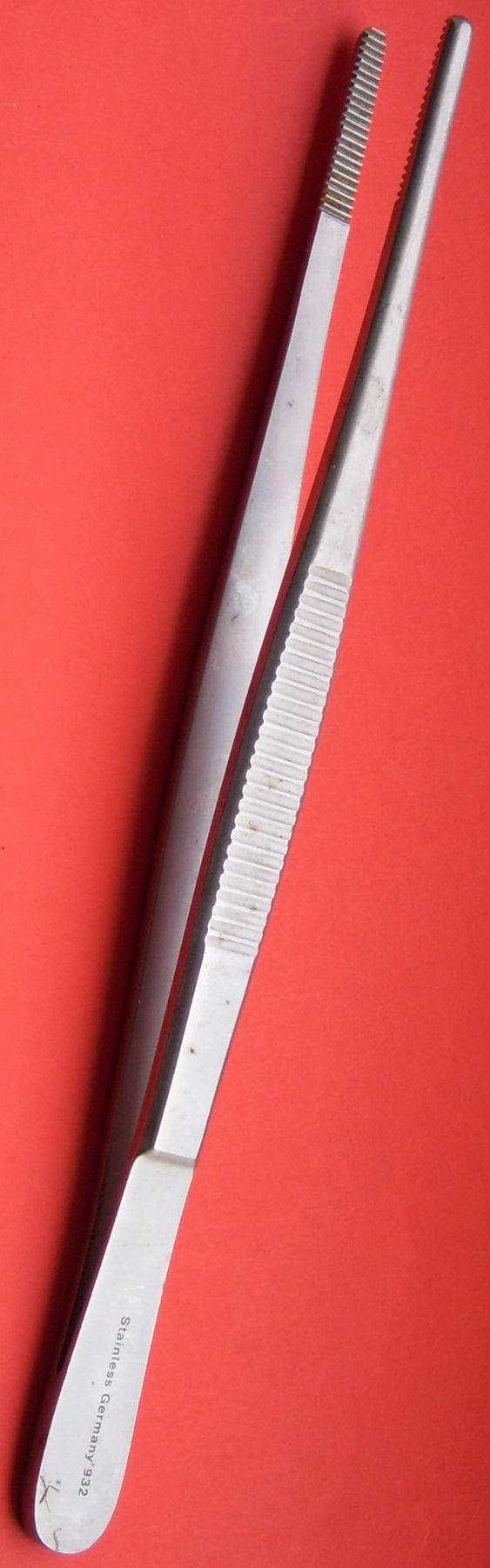
Pinza DeBakey

La pinza DeBakey es un tipo de pinza de tejido atraumático que se utiliza en procedimientos quirúrgicos vasculares para evitar daños en los tejidos durante la manipulación. Por lo general, son grandes (algunos ejemplos tienen más de 36 cm de largo) y en su extremo tienen un sector de agarre del tejido nervado grueso y distintivo, a diferencia de las nervaduras más finas en la mayoría de las otras pinzas de tejido.
Fue desarrollada por el Dr. Michael E. DeBakey, junto con otras innovaciones durante su estadía en el Baylor College of Medicine.